# Campeonato Brasileiro Feminino de Xadrez de 1960
O Campeonato Brasileiro Feminino de Xadrez de 1960 foi a 4ª edição do evento, realizado na cidade de Brusque, entre 20 e 26 de agosto de 1960. A paulista Dora Rúbio conquistou seu segundo título.

## Tabela de Resultados
A competição foi jogada no sistema de todas contra todas em dois turnos.
| N° | Jogadora          | Estado | 1   | 2   | 3   | 4   | Total |
| -- | ----------------- | ------ | --- | --- | --- | --- | ----- |
| 1  | Dora Rúbio        | SP     | --  | 1 ½ | 1 1 | 0 1 | 4½    |
| 2  | Ruth Cardoso      | BA     | 0 ½ | --  | 1 0 | 1 1 | 3½    |
| 3  | Noemi de Oliveira | GB     | 0 0 | 0 1 | 1 1 | --  | 3     |
| 4  | Taya Efremoff     | SP     | 1 0 | 0 0 | --  | 0 0 | 1     |